# A Thousand Trees
"A Thousand Trees" é uma canção da banda de rock galesa Stereophonics, e a faixa principal de seu álbum de estreia, Word Gets Around. Foi lançada como single para em 1997.
A canção faz parte da trilha sonora do jogo eletrônico Pro Evolution Soccer 2010.

## Faixas

### CD1
1. "A Thousand Trees"
2. "Carrot Cake & Wine"
3. "A Thousand Trees" (Ao vivo no Oxford Zodiac)

### CD2
1. "A Thousand Trees" (acústica)
2. "Home to Me" (acústica)
3. "Looks Like Chaplin" (acústica)
4. "Summertime" (acústica)